# Dzieci żołnierze

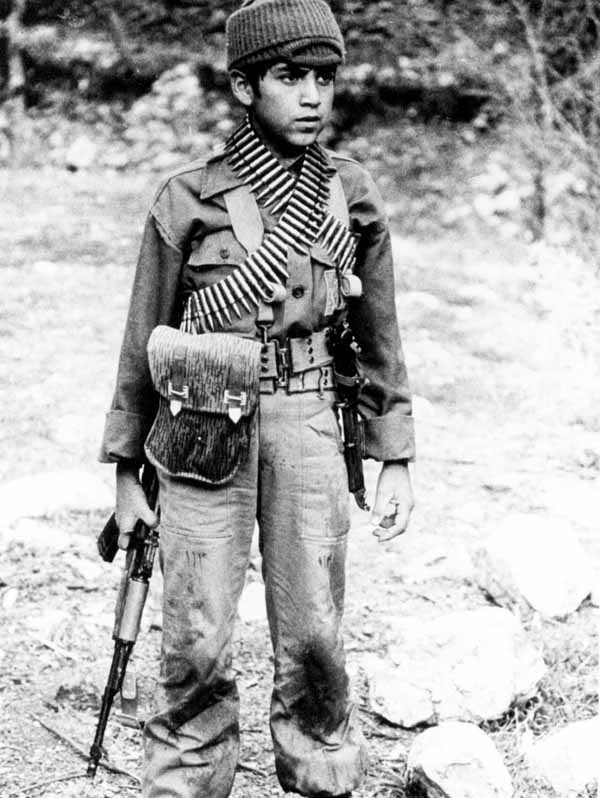
Dziecko żołnierz, uczestnik wojny iracko-irańskiej

Dzieci żołnierze – osoby poniżej 18. roku życia, które są członkami rządowych lub wspieranych przez rząd sił zbrojnych oraz innych regularnych bądź nieregularnych sił albo grup zbrojnych.
Na konferencji Funduszu Narodów Zjednoczonych na rzecz Dzieci w Kapsztadzie (27–30 kwietnia 1997) uchwalono, iż pojęcie to obejmuje każdą osobę w wieku poniżej osiemnastego roku życia, która jest członkiem wszelkiego rodzaju regularnych i nieregularnych sił zbrojnych oraz ugrupowań zbrojnych i występuje w nich w jakimkolwiek charakterze, włączając w to między innymi funkcje kucharzy, bagażowych, posłańców oraz wszelkich innych osób takim grupom towarzyszącym z wyłączeniem jedynie członków ich rodzin. Definicja powyższa dotyczy także dziewcząt rekrutowanych do celów seksualnych oraz zmuszanych do małżeństw. Definicja ta ma charakter wyłącznie programowy, pozbawiona jest mocy prawnej. Zwolennicy odmiennego stanowiska zawężają zakres pojęcia bezpośredniego udziału w działaniach zbrojnych wyłącznie do dzieci noszących broń. Funkcje polegające na gromadzeniu i przekazywaniu informacji wojskowych, przekazywaniu poleceń, transporcie broni i amunicji, dostarczaniu zaopatrzenia, rozminowywaniu oraz sabotażu kwalifikują jako formę pośredniego uczestnictwa w działaniach zbrojnych.
Współcześnie większość małoletnich żołnierzy werbowana jest pod przymusem. Porywane są z własnych domów, szkół, ulic. Czasami dzieci zgłaszają się jako ochotnicy. Wojny w krajach biednych doprowadzają często do katastrofy gospodarczej i społecznej, przez co małoletni cierpią głód i pozbawieni są opieki dorosłych. Wstąpienie w szeregi ugrupowań militarnych często daje im jedyną możliwość przeżycia; wśród uzbrojonych ludzi czują się bezpieczniej, mają zapewniony posiłek i ubranie.
Znane są również dość liczne historyczne przypadki dobrowolnego udziału dzieci w walce zbrojnej. Najczęściej dotyczyły one szczególnie ważnych dla danego narodu czy państwa konfliktów, w których ceną była niepodległość lub narodowa egzystencja. Małoletni podejmujący świadomą, choć często emocjonalną decyzję o czynnej walce z bronią w ręku wywodzili się często ze środowisk kładących duży nacisk na wychowanie w duchu honoru i miłości ojczyzny, z harcerstwa i skautingu lub rodzin patriotycznych.

## Historia

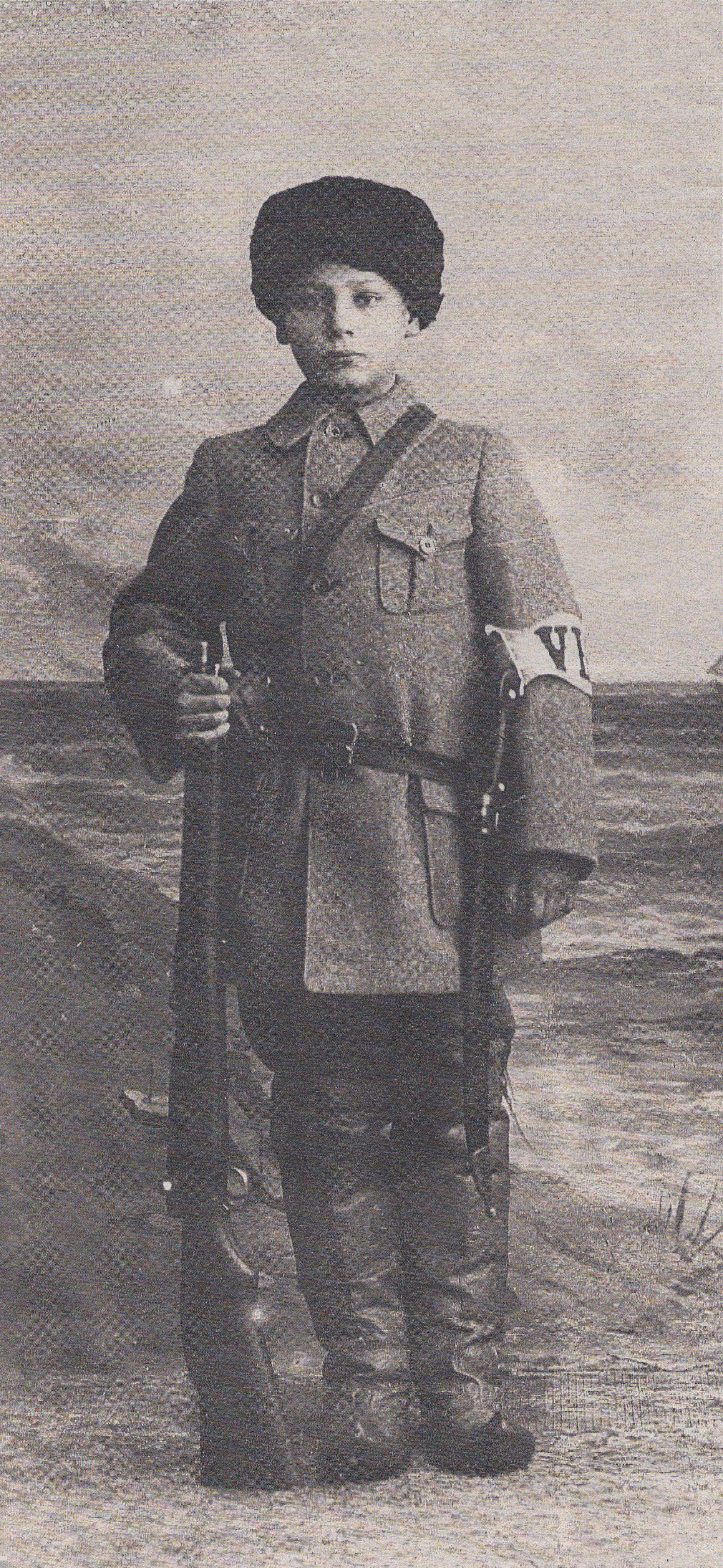
Onni Kokko, 13-letni uczestnik fińskiej wojny domowej w 1918

Najwcześniejsze udokumentowane przypadki dzieci używanych w wojnach pochodzą z czasów starożytnych. Nie były one jednak zazwyczaj używane do bezpośredniej walki, służyli jako pomocnicy np. kierowali rydwanami. Przykłady tych wykorzystywań można znaleźć w sztuce Hetytów i starożytnych Egipcjan, mitologii greckiej (Herkules i Hylas). W starożytnej Grecji praktyki te zostały oficjalnie zalegalizowane, jako pederastyczna tradycja, a pary składające się z dojrzałego mężczyzny i chłopca były uważane za szczególnie dobre w walce (np. Święty Zastęp).
Rzymianie także wykorzystywali dzieci podczas wojny, jednak uznawano to za niemoralne i okrutne. Według Plutarcha wprowadzono prawo, według którego do armii można było wcielać chłopców tylko wtedy, gdy ukończyli 16 lat.
W średniowiecznej Europie młodzi chłopcy, w wieku około 12 lat, zostawali giermkami, jednak ich rola w walce bezpośredniej była ograniczona. W 1212 miała miejsce krucjata dziecięca. Jej uczestnicy nie odbyli wojskowych przeszkoleń, a Ziemię Świętą mieli zdobyć dzięki czystości serc. Wydarzenie to według współczesnej nauki nie odbyło się w formie przekazanej przez tradycję, która połączyła w jedno kilka rzeczywistych podobnych wydarzeń.
W historii Polski przedrozbiorowej w rodzinach szlacheckich było przyjęte przygotowywanie chłopców do rycerskiego rzemiosła, później do służby wojskowej. Znane są z historii i ikonografii postaci kilkunastoletnich przedstawicieli rodów magnackich lub szlacheckich w strojach wojennych i z bronią. Podobnie jak w wielu innych krajach europejskich, niekiedy młodzieńcy poniżej 18 roku życia piastowali funkcje wojskowe, także oficerskie.
W okresie zaborów dzieci, szczególnie chłopcy, z rodzin pielęgnujących tradycje patriotyczne brały udział zbrojny w powstaniach, a w czasie wojen napoleońskich i I wojny światowej wstępowały do legionów. Mimo iż regulaminy wojskowe zazwyczaj zakazywały zaciągu małoletnich, niektórzy, zwykle podając nieprawdziwą datę urodzenia, omijali zakaz. Kapral Michał Wilczek, szwoleżer gwardii odznaczony przez Napoleona Bonapartego, miał w czasie zdobywania Madrytu 16 lat. Szczególnie wielu małych patriotów starało się wstąpić do legionów polskich w czasie I wojny światowej. Do rangi symbolu narodowego urósł czyn żołnierski Orląt Lwowskich – grupy prawie 1,5 tys. polskich dzieci i młodzieży (od 9 do 18 lat) biorących czynny udział w obronie Lwowa. Trzynastoletnie Orlę Lwowskie Antoni Petrykiewicz, odznaczony pośmiertnie krzyżem srebrnym Virtuti Militari, pozostaje do dziś najmłodszym kawalerem tego orderu.
Także skauting ma swoje początki w oblężeniu Mafekingu podczas wojny Anglików z Burami, gdy Robert Baden-Powell szkolił młodych chłopców na „skautów”, zajmujących się wywiadem, łącznością, podchodzeniem, tropieniem i pierwszą pomocą.

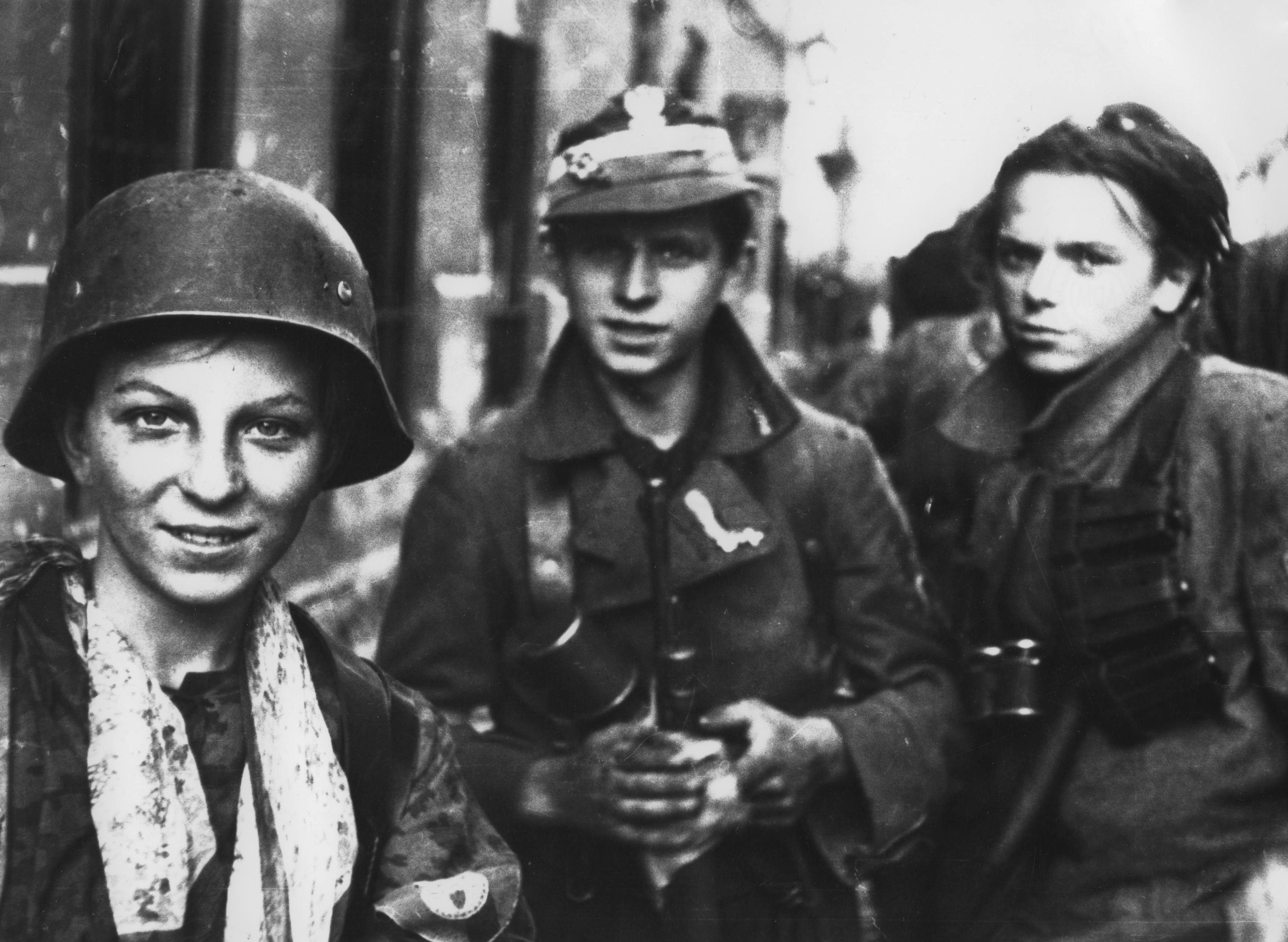
Polscy młodzi harcerze podczas powstania warszawskiego

Patriotyczne wychowanie, w rodzinach, szkole i harcerstwie było przyczyną masowego udziału dzieci w walce zbrojnej w czasie wojny obronnej w 1939 oraz okupacji hitlerowskiej, szczególnie powstania warszawskiego. Zaangażowanie dzieci w konflikcie jest prezentowane jako "bohaterska walka" i ich śmierć idealizowana; dzieci-żołnierzy zostały upamiętnione m.in. pomnikiem pod wieżą spadochronową w Katowicach i pomnikiem Małego Powstańca w Warszawie. Mali żołnierze Polski Podziemnej najczęściej wykonywali funkcje łączników, kurierów, wywiadowców, sanitariuszy, uczestników małego sabotażu, ale niejednokrotnie również walczyli z bronią w ręku. Za najmłodszego uczestnika powstania warszawskiego podaje się Jerzego Grzelaka, który w momencie wybuchu powstania miał 9 lat lub Witolda Modelskiego, wówczas 11-letniego.
Kilkunastoletni żołnierze brali udział w II wojnie światowej także po stronie niemieckiej. Szczególnie w ostatnich miesiącach III Rzeszy częste były przypadki tworzenia pododdziałów przeciwpancernych złożonych z małoletnich członków Hitlerjugend, uzbrojonych często jedynie w panzerfausty lub obsługujących artylerię przeciwlotniczą. Część dzieci i młodzieży wychowanej w duchu nazistowskiego fanatyzmu zgłaszała się do tych formacji ochotniczo.
Szczególną kategorią dzieci żołnierzy są synowie pułku. Chodziło w tym przypadku najczęściej o sieroty przygarnięte przez jednostki wojskowe, niekiedy dzieci poległych towarzyszy broni lub markietanek. Zjawisko występowało często w okresie wojen napoleońskich, ale także później, np. w amerykańskiej wojnie secesyjnej i również w XX wieku. Dzieci, zwykle chłopcy, pełniły często funkcje doboszy, posłańców lub ordynansów. Niekiedy, np. w przypadku dzieci przygarniętych przez polskie formacje w ZSRR, była to jedyna możliwość uratowania ich przed śmiercią głodową.
Pewną formą instytucjonalną edukacji wojskowej dzieci są szkoły kadetów, istniejące w wielu krajach już od XVIII wieku. Początkowo miały za zadanie patriotyczne i militarne wychowanie dzieci szlacheckich rodów, później stanowiły często formę pomocy państwa w kształceniu dzieci uboższych warstw, np. zawodowych podoficerów. Korpusy kadetów istnieją obecnie w wieku krajach, działały także w międzywojennej i powojennej Polsce. Współczesne korpusy kadetów, choć kładą wciąż duży nacisk na wyszkolenie wojskowe, zapewniają też zwykle edukacje ogólnokształcącą, zazwyczaj na poziomie zbliżonym do szkoły średniej.

## Dziecko żołnierz w kulturze

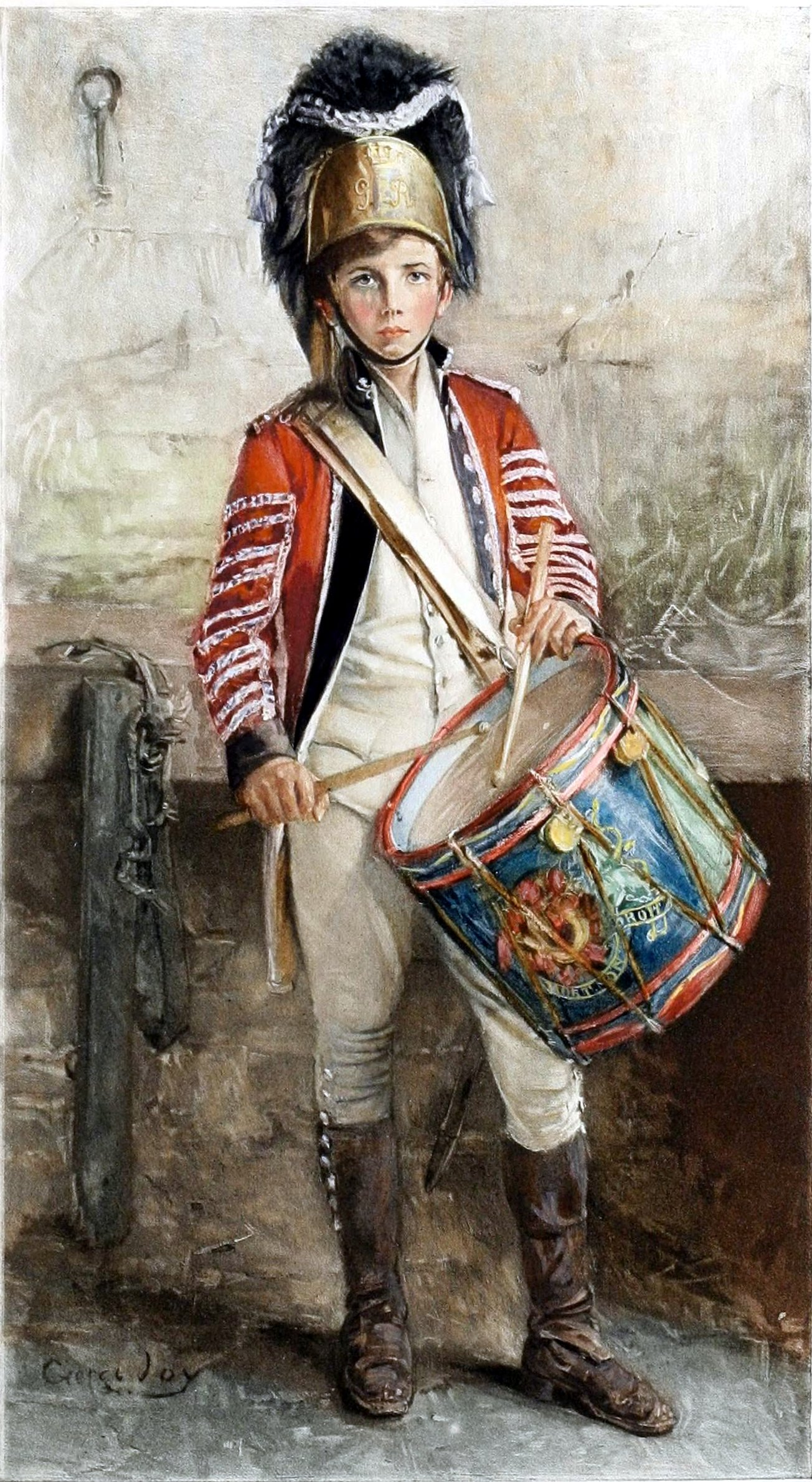
Młody dobosz armii brytyjskiej, obraz George’a W. Joya z 1902 roku

Motyw dzieci żołnierzy inspirował wielu twórców. Przedstawienie ich losów, tragedii lub bohaterstwa służyło często do zwiększenia efektu dramatycznego dzieła, jego roli wychowawczej lub propagandowej.
Znane są liczne dzieła malarskie przedstawiające małych żołnierzy, często doboszów na w pierwszych szeregach wojsk czy zbrojnych powstańców. Szczególnie znane są sceny z dziećmi żołnierzami z obrazów Feliksa Philippoteaux Epizod z roku 1812, Eugène Delacroix Wolność prowadząca lud na barykady, Orlęta lwowskie Wojciecha Kossaka i Bitwa warszawska Jerzego Kossaka.
Losy dziewczynki adoptowanej przez oddział francuskich grenadierów są motywem opery G. Donizettiego Córka pułku.
O 14-letnim doboszu, który miał wsławić się wyjątkowym męstwem podczas bitwy pod Custozzą, traktuje jedno z opowiadań miesięcznych z Serca Amicisa. Małemu komunardowi Ilja Erenburg poświęcił opowiadanie Fajka komunarda (ze zbioru Trzynaście fajek).
Motywy te pojawiły się szczególnie licznie w literaturze, kinematografii i sztukach plastycznych po II wojnie światowej, szczególnie w Polsce, Niemczech, ZSRR, a po jego rozpadzie krajach bałtyckich. Obronie katowickiej wieży spadochronowej poświęcone są powieści Kazimierza Gołby i Wilhelma Szewczyka oraz film fabularny Pawła Komorowskiego Ptaki ptakom z 1976.
Problem dojrzewania, także politycznego, kilkunastoletnich żołnierzy III Rzeszy porusza powieść Dietera Nolla Przygody Wernera Holta.
Dzieci żołnierze są bohaterami fantastycznonaukowej powieści Gra Endera Orsona Scotta Carda.
Utwór Combat niemieckiej grupy muzycznej Heaven Shall Burn opublikowany na albumie Invictus (Iconoclast III) z 2010, odnosi się bezpośrednio do losu dzieci żołnierzy. We wkładce do płyty, poniżej tekstu do utworu, znajdują się słowa: There are about 300.000 child soldiers worldwide, most of them are forced to fight in armed conflicts. (Na całym świecie jest około 300 000 dzieci żołnierzy, wiele z nich jest zmuszanych do walki w konfliktach zbrojnych.)

## Prawo międzynarodowe
Współcześnie zjawisko to łamie cały szereg praw zagwarantowanych dzieciom.
- IV Konwencja genewska 12 sierpnia 1949 o ochronie osób cywilnych podczas wojny

Art. 50.
Mocarstwo okupacyjne ułatwi przy współudziale władz narodowych i miejscowych należyte funkcjonowanie zakładów poświęconych opiece nad dziećmi i ich wychowaniu. Podejmie ono wszelkie konieczne środki w celu ułatwienia ustalenia tożsamości dzieci i rejestracji ich pochodzenia. Nie może ono w żadnym razie zmienić ich osobistego stanu prawnego ani wciągać ich do podległych mu formacji lub organizacji.
Art. 51.
Mocarstwo okupacyjne nie może zmuszać osób podlegających ochronie do służby w swych siłach zbrojnych lub pomocniczych. Wszelki nacisk lub propaganda zmierzające do dobrowolnego wstępowania do nich są wzbronione. Może ono zmuszać do pracy tylko te osoby podlegające ochronie, które przekroczyły wiek 18 lat; dotyczy to jednak tylko prac koniecznych dla potrzeb armii okupacyjnej lub służby o charakterze publicznym w zakresie wyżywienia, mieszkania, ubrania, transportu lub ochrony zdrowia ludności kraju okupowanego. Osoby podlegające ochronie nie mogą być zmuszane do żadnej pracy, która zmuszałaby je do wzięcia udziału w działaniach wojennych.
- I Protokół dodatkowy z 8 czerwca 1977, dotyczący ochrony ofiar międzynarodowych konfliktów zbrojnych

Art. 77.
2. Strony konfliktu poczynią wszelkie praktycznie możliwe kroki, by dzieci poniżej 15 lat nie uczestniczyły bezpośrednio w działaniach zbrojnych; zwłaszcza będą powstrzymywać się od powoływania ich do swych sił zbrojnych. W razie powoływania osób między 15 a 18 rokiem życia, strony będą się starały dać pierwszeństwo starszym.
3. Jeżeli w wypadkach wyjątkowych i wbrew postanowieniom ustępu 2. dzieci, które nie ukończyły 15 lat, uczestniczą bezpośrednio w działaniach zbrojnych i znajdą się we władzy strony przeciwnej, będą nadal korzystać ze szczególnej ochrony przyznanej przez niniejszy artykuł, niezależnie od tego, czy będą jeńcami wojennymi, czy nimi nie będą.
- II Protokół dodatkowy z 8 czerwca 1977 dotyczący ochrony ofiar niemiędzynarodowych konfliktów zbrojnych

Art. 4.2.3.
(c) dzieci w wieku poniżej piętnastu lat nie powinny być wcielane do sił lub grup zbrojnych ani też nie powinny otrzymywać zezwolenia na udział w działaniach zbrojnych;
(d) szczególna ochrona dzieci poniżej piętnastu lat, przewidziana w niniejszym artykule, ma zastosowanie również wtedy, gdy wbrew postanowieniom punktu (c) biorą one bezpośredni udział w działaniach zbrojnych i zostaną pojmane;
- Konwencja o prawach dziecka z 20 listopada 1989

Art. 38.
1. Państwa – Strony zobowiązują się respektować i nakazać respektowanie norm międzynarodowego prawa humanitarnego mających zastosowanie do nich w przypadku konfliktu zbrojnego i odnoszących się do dzieci.
2. Państwa – Strony podejmują wszelkie możliwe kroki dla zapewnienia, aby osoby, które nie osiągnęły wieku 15 lat, nie brały bezpośredniego udziału w działaniach zbrojnych.
3. Państwa – Strony będą powstrzymywały się przed rekrutowaniem do swoich sił zbrojnych jakiejkolwiek osoby, która nie osiągnęła piętnastu lat. Przeprowadzając rekrutację spośród osób, które osiągnęły wiek piętnastu lat, lecz nie osiągnęły jeszcze 18 lat, Państwa-Strony będą starały się brać pod uwagę w pierwszej kolejności osoby starsze wiekiem.
- Protokół fakultatywny do Konwencji o prawach dziecka w sprawie angażowania dzieci w konflikty zbrojne z 25 maja 2000[3]

Art. 1. Państwa – Strony niniejszego protokołu podejmą wszelkie możliwe środki dla zapewnienia aby członkowie ich sił zbrojnych, którzy nie osiągnęli 18. roku życia nie brali bezpośredniego udziału w konfliktach zbrojnych.
Art. 2. Państwa – Strony niniejszego Protokołu zapewnią, by osoby które nie osiągnęły 18. roku życia nie były objęte obowiązkowym poborem do ich sił zbrojnych.
Art. 3. 1. Państwa – Strony podniosą granicę minimalnego wieku ochotniczego wstępowania osób do ich narodowych sił zbrojnych z granicy określonej artykułem 38. ust. 3. Konwencji o prawach dziecka, uwzględniając zasady zawarte w tymże artykule oraz uznając, że w świetle Konwencji osoby poniżej 18. roku życia uprawnione są do szczególnej ochrony.
2. Każde z Państw – Stron złoży podczas ratyfikacji niniejszego protokołu lub przystąpienia do niego wiążącą deklarację określającą minimalny dopuszczalny wiek ochotniczego wstępowania do swoich narodowych sił zbrojnych, wraz z opisem zabezpieczeń przyjętych w celu zapewnienia, że rekrutacja taka nie będzie prowadzona siłą ani pod przymusem.
3. Państwa – Strony dopuszczające ochotnicze wstępowanie do swoich narodowych sił zbrojnych osób poniżej 18. roku życia utrzymają zabezpieczenia mające – jako minimum – zapewnić, że:
a) wstąpienie takie jest rzeczywiście dobrowolne;
b) wstąpienie takie odbywa się za świadomą zgodą rodziców lub opiekunów prawnych osoby wstępującej;
c) osoby takie są w pełni poinformowane o obowiązkach związanych z taką służbą wojskową;
d) osoby takie przed ich przyjęciem do narodowych sił zbrojnych przedstawiły wiarygodną metrykę urodzenia.
Artykuł 4. 1. Grupy zbrojne inne niż siły zbrojne danego państwa nie powinny w żadnych okolicznościach prowadzić naboru lub wykorzystywać w działaniach zbrojnych osób poniżej 18. roku życia.
2. Państwa – Strony podejmą wszelkie możliwe środki, aby zapobiec takiemu naborowi oraz wykorzystywaniu, w tym przyjmą środki prawne konieczne do zakazania i karania takich praktyk.
3. Stosowanie niniejszego artykułu tego protokołu nie będzie mieć wpływu na status prawny żadnej ze stron konfliktu zbrojnego.
- Rzymski Statut Międzynarodowego Trybunału Karnego z 1998 r.

Art. 8.1. Trybunał posiada jurysdykcję w odniesieniu do zbrodni wojennych, w szczególności popełnionych w ramach realizacji planu lub polityki albo kiedy zbrodnie te są popełniane na szeroką skalę.
2. Dla celów niniejszego statutu zbrodnie wojenne oznaczają:
(b) inne poważne naruszenia praw i zwyczajów prawa międzynarodowego mających zastosowanie do konfliktów zbrojnych o międzynarodowym charakterze, mianowicie:
(XXVI) wcielanie lub werbowanie dzieci poniżej 15. roku życia do narodowych sił zbrojnych lub faktyczne wykorzystywanie ich w działaniach zbrojnych;
(e) inne poważne naruszenia praw i zwyczajów w obrębie ustalonych ram prawa międzynarodowego mających zastosowanie do konfliktów zbrojnych, które nie mają charakteru międzynarodowego, mianowicie:
(VII) wcielanie lub werbowanie dzieci poniżej 15. roku życia do sił zbrojnych lub wykorzystywanie ich w działaniach zbrojnych;
- Statut Specjalnego Trybunału do spraw Sierra Leone z 16 stycznia 2002

Art. 4. Specjalny Trybunał ma prawo do sądzenia osób, które dokonały następujących poważnych
naruszeń międzynarodowego prawa humanitarnego:
c) Rekrutowanie lub werbowanie dzieci poniżej 15. roku życia do sił zbrojnych bądź zbrojnych ugrupowań albo wykorzystywanie ich do aktywnego udziału w działaniach zbrojnych.
- Konwencja Międzynarodowej Organizacja Pracy Nr 182 z 17 czerwca 1999 dotycząca zakazu i natychmiastowych działań na rzecz eliminowania najgorszych form pracy dzieci

Art. 1. Każdy Członek, który ratyfikuje niniejszą konwencję, podejmie natychmiastowe i skuteczne środki w celu pilnego zapewnienia zakazu i eliminowania najgorszych form pracy dzieci.
Art. 2. Dla celów niniejszej konwencji określenie „dziecko” będzie miało zastosowanie do wszystkich osób poniżej 18. roku życia.
Art. 3. Dla celów niniejszej konwencji wyrażenie „najgorsze formy pracy dzieci” obejmuje:
a) wszystkie formy niewolnictwa lub praktyk podobnych do niewolnictwa, takich jak sprzedaż i handel dziećmi, niewolnictwo za długi i pańszczyzna lub praca przymusowa albo obowiązkowa, w tym przymusowe lub obowiązkowe rekrutowanie dzieci do udziału w konflikcie zbrojnym
- Afrykańska Karta Praw i Dobra Dziecka z 11 lipca 1990 zawarta w ramach Organizacji Jedności Afrykańskiej, w mocy od 29 listopada 1999 roku[4]

Art. 2. Dla celów niniejszej Karty „dziecko” oznacza każdą istotę ludzką w wieku poniżej 18 lat.
Art. 22. 1. Państwa – Strony niniejszej Karty zobowiązują się do przestrzegania i zapewnienia przestrzegania norm międzynarodowego prawa humanitarnego mających zastosowanie w konfliktach zbrojnych, które mają wpływ na dziecko.
2. Państwa – Strony niniejszej Karty podejmują wszelkie niezbędne środki w celu zapewnienia, że żadne dziecko nie weźmie bezpośredniego udziału w działaniach wojennych i powstrzymują się od rekrutacji jakiegokolwiek dziecka.
3. Państwa – Strony niniejszej Karty, zgodnie z ich zobowiązaniami wynikającymi z międzynarodowego prawa humanitarnego, powinny chronić ludność cywilną w konfliktach zbrojnych oraz podjąć wszelkie możliwe środki w celu zapewnienia ochrony i opieki nad dziećmi dotkniętymi przez konflikty zbrojne. Takie zasady powinny być zastosowane również do dzieci w sytuacjach wewnętrznych konfliktów zbrojnych, napięć i sporów.

## Obecna sytuacja

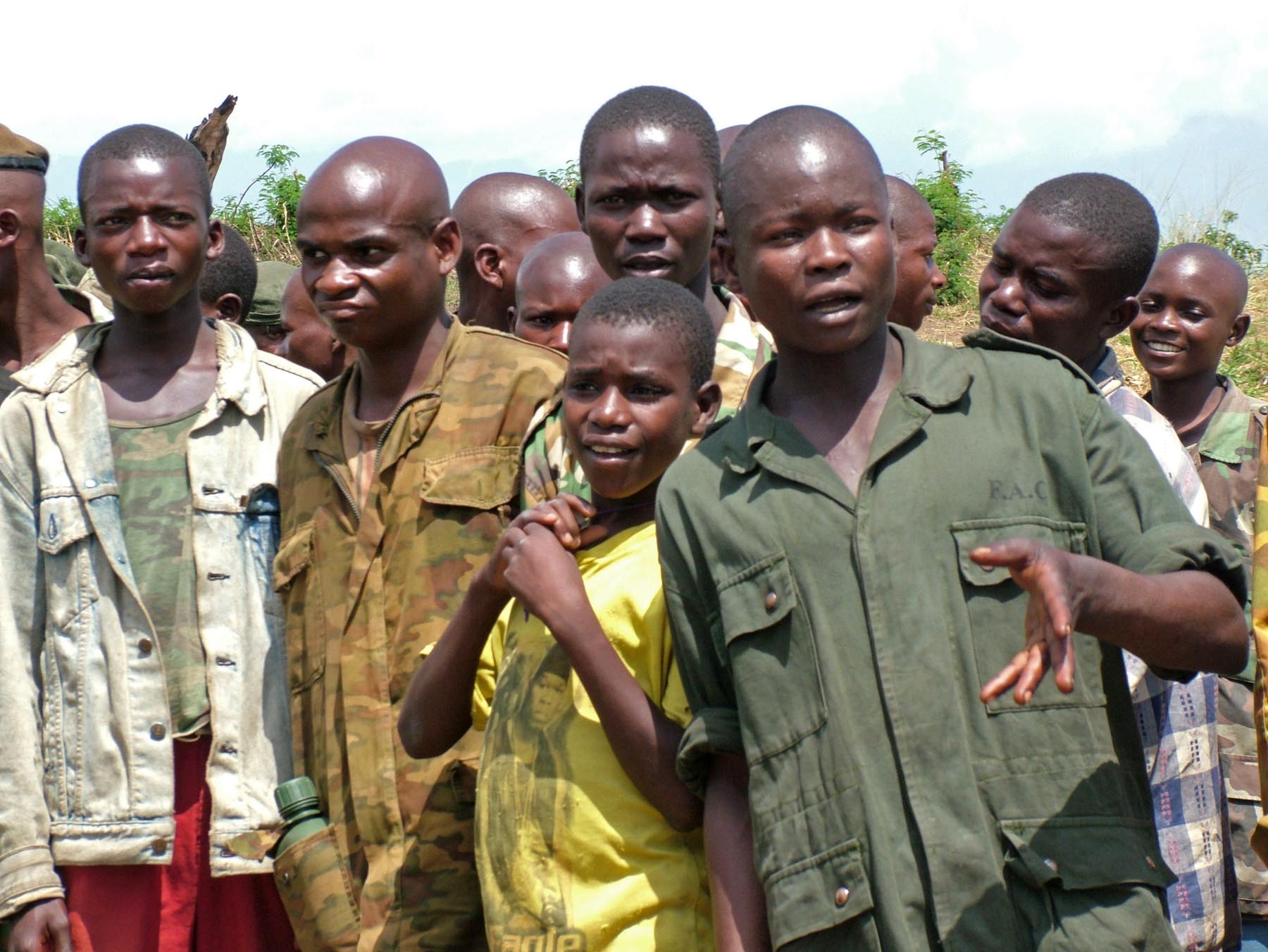
Grupa zdemobilizowanych dzieci żołnierzy w Demokratycznej Republice Konga, między 2000 a 2007

Współcześnie większość małoletnich żołnierzy werbowana jest pod przymusem. Grupom militarnym zależy na rekrutowaniu jak największej liczby dzieci, ponieważ przestraszonymi małoletnimi łatwo jest manipulować, a ich utrzymanie jest dużo tańsze niż dorosłych.
Dzieci żołnierze wykorzystywane są jako żywe tarcze, szpiedzy, kurierzy i zwiadowcy. Często zmuszane są do zabijania. Często praktykuje się podawanie im narkotyków, które mają za zadanie zwiększyć ich posłuszeństwo, oraz uśmierzyć strach i ból. Dziewczynki, które stanowią 40% dzieci żołnierzy, są także często wykorzystywane seksualnie.
Mimo silnego zaangażowania w walkę z problemem małoletnich żołnierzy prowadzoną m.in. przez UNICEF i Amnesty International nadal ponad 300 tys. dzieci wykorzystywanych jest w konfliktach zbrojnych. Niektóre z nich w chwili rekrutacji nie mają ukończonych nawet 10 lat. Według najnowszych danych przedstawionych na konferencji międzynarodowej zorganizowanej UNICEF 6 lutego 2007 w Paryżu, od 1998 udało się osiągnąć demobilizację i reintegrację ponad 100 tysięcy dzieci: 27 346 w Demokratycznej Republice Konga, 20 tysięcy w Ugandzie, 16 400 w Sudanie, 11 780 w Libanie, 8334 w Sierra Leone, 5900 w Sri Lance, 4 tys. w Afganistanie, po 3 tysiące w Angoli, Burundi i Kolumbii.

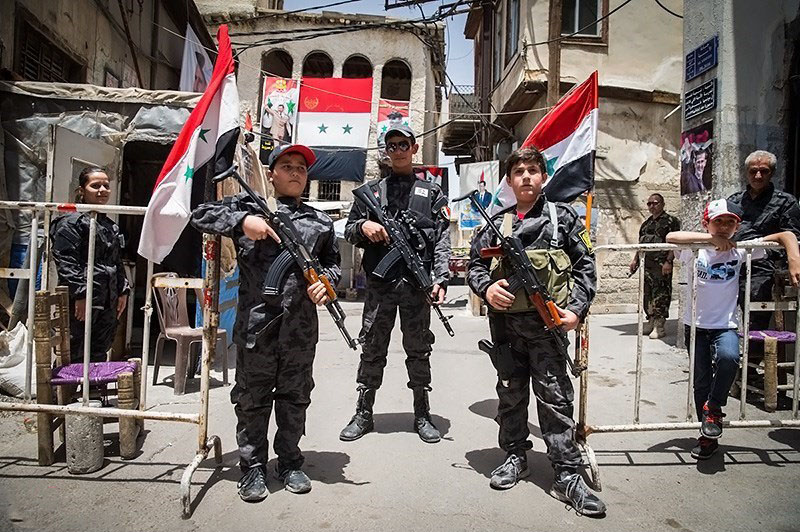
Dzieci żołnierze w Syrii w 2014

Jednak rozmiar zjawiska nadal jest ogromny. W samej Birmie władza oficjalnie wciela dzieci do armii. Ich liczba szacowana jest na około 70 tysięcy. Podobna liczba dzieci walczy w Somalii. W Demokratycznej Republice Konga żołnierzami nadal jest około 40 tysięcy dzieci, w Ugandzie i Kolumbii po 10 tysięcy.
Szacuje się, że od 1990 na całym świecie ponad 1,6 mln dzieci zginęło w konfliktach zbrojnych.